# Liste des lacs en Eswatini
La Liste des lacs en Eswatini répertorie la liste non exhaustive des lacs sur le territoire swazis.

## Lacs principaux selon leurs types
Le lac Maguga est le princiapl lac en Eswatini, il est un lac artificiel créé par la construction d'un barrage sur la rivière komati. Il a une superficie de 12 km², une longeur de 5km et une largeur de 1,5 km. Il est un important site touristique offrant des activités telles que la pêche et la natation. Il est une source importante pour la production d'électricité.

## Liste des lacs
Le territoire swazis dispose plusieurs réservoirs à savoir: mlambondwenya, sand river, mnjoli, mortimer's, hawane, luphohlo, nyetane, sufunga et hendrick van eck,.